# نموذج كوراموتو
نموذج كوراموتو (بالإنجليزية: Kuramoto model)‏ (أو نموذج كوراموتو-دايدو)، نموذج رياضي تم إقتراحه من قبل عالم الفيزياء الياباني يوشيكي كوراموتو (蔵本 由紀، Kuramoto Yoshiki) لوصف ظاهرة التزامن [الإنجليزية] وأكثر تحديدًا وصف سلوك عدد كبير من المهتزات المتصلة فيما بينها، كان الغرض الأساسي من وضع هذا النموذج هو تفسير سلوك الأنظمة الكيميائية والإحيائية، لكن وجد أنه أكثر تعميمًا بكثير ويمتد إلى حقول أخرى مختلفة منها علم الأعصاب وديناميكية اللهب المتذبذب، كما وعبر العالم كوراموتو عن تفاجئه عندما أدرك أن أنظمة فيزيائية مثل مصفوفات وصلات جوزيفسن ينطبق عليها هذا النموذج أيضًا.
يسمح النموذج بتقديم إفتراضات عديدة لأنظمة متذبذبة منها وجود حالة إقتران ضعيف بين المذبذبات، وأن تكون المذبذبات متماثلة أو شبه متماثلة، وأن التفاعلات فيما بينها تتناسب جيبيًا مع إختلاف الطور بين كل ثنائي.

## التعريف
في الصيغة الأكثر إنتشارًا من نموذج كوراموتو، يفترض أن كل واحد من المذبذبات يمتلك تردد طبيعي ({\displaystyle \omega _{i}}) خاص به ويقترن مع المذبذبات الأخرى بشكل متساوي، والمفاجئ أن هذا النموذج الغير خطي كليًا يمكن حله لعدد غير محدود من المذبذبات ({\textstyle N\rightarrow \infty })؛ بدلًا من ذلك يمكن استعمال الأجزاء ذاتية الإرتباط للحصول على حلول الحالة المستقرة لمعامل الرتبة.
الصيغة الأكثر شعبية من معادلة النموذج لنظام يتكون من {\displaystyle N} من المذبذبات الدائرية بأطوار ({\displaystyle \theta _{i}}) وثابت إقتران ({\displaystyle K}) تأخذ الشكل:
{\displaystyle {\frac {d\theta _{i}}{dt}}=\omega _{i}+{\frac {K}{N}}\sum _{j=1}^{N}\sin(\theta _{j}-\theta _{i}),\qquad i=1\ldots N}
يمكن إضافة تأثير الضجيج إلى النظام لتصبح المعادلة بالشكل التالي:
{\displaystyle {\frac {d\theta _{i}}{dt}}=\omega _{i}+\zeta _{i}+{\dfrac {K}{N}}\sum _{j=1}^{N}\sin(\theta _{j}-\theta _{i})}
حيث أن ( {\displaystyle \zeta _{i}}) تشير إلى التقلبات وهي دالة للزمن، على إفتراض أن الضجيج أبيض، عندها تكون:
{\displaystyle \langle \zeta _{i}(t)\rangle =0}
{\displaystyle \langle \zeta _{i}(t)\zeta _{j}(t')\rangle =2D\delta _{ij}\delta (t-t')}
هنا ({\displaystyle D}) تمثل قوة الضجيج.

## التحويل
التحويل الذي يتيح إيجاد حلول دقيقة لهذا النموذج (على الأقل عند {\displaystyle N\rightarrow \infty }) يجرى بالشكل التالي:
بدايةً من تعريف معاملات «الرتبة» ({\displaystyle r} و{\displaystyle \psi }) كما يلي:
{\displaystyle re^{i\psi }={\frac {1}{N}}\sum _{j=1}^{N}e^{i\theta _{j}}}
هنا ({\displaystyle r}) تمثل تشاكه الطور لكافة المذبذبات و({\displaystyle \psi }) تشير إلى معدل الطور، بضرب هذه المعادلة بـ ({\displaystyle e^{-i\theta _{i}}}) وأخذ الجزء التخيلي فقط بعين الإعتبار نحصل على:
{\displaystyle {\frac {d\theta _{i}}{dt}}=\omega _{i}+Kr\sin(\psi -\theta _{i})}
بالتالي معادلات المذبذبات لم تعد مقترنة بشكل واضح، بدلًا عنها تتحكم معلمات الرتبة بسلوك النظام، عادة يتم إجراء المزيد من التحويلات لإطار دوار يمتلك معدل طور يساوي صفر ({\displaystyle \psi =0}) لكل المذبذبات، عندها تصبح المعادلة الحاكمة بالشكل:
{\displaystyle {\frac {d\theta _{i}}{dt}}=\omega _{i}-Kr\sin(\theta _{i})}

## لعدد كبير من N
الآن لنفترض حالة من {\displaystyle N} تذهب إلى المالانهاية، بأخذ توزيع الترددات الطبيعية بشكل دالة {\displaystyle g(\omega )} (معايرة إفتراضيًا)، ثم الإفتراض بأن كثافة المذبذبات عند الطور ({\displaystyle \theta }) والتي لها تردد طبيعي مقداره ({\displaystyle \omega }) عند الزمن ({\displaystyle t}) هي {\displaystyle \rho (\theta ,\omega ,t)}، إذن يجب أن يحقق هذا شرط المعايرة:
{\displaystyle \int _{-\pi }^{\pi }\rho (\theta ,\omega ,t)\,d\theta =1.}
عندها معادلة الإستمرارية لكثافة المذبذبات تكون:
{\displaystyle {\frac {\partial \rho }{\partial t}}+{\frac {\partial }{\partial \theta }}[\rho v]=0}
حيث أن ({\displaystyle v}) هي سرعة إنجراف المذبذبات معطاة بأخذ غاية مالانهاية من {\displaystyle N} بمعادلة النموذج الحاكمة، لتصبح معادلة الإستمرارية:
{\displaystyle {\frac {\partial \rho }{\partial t}}+{\frac {\partial }{\partial \theta }}[\rho \omega +\rho Kr\sin(\psi -\theta )]=0}
أخيرًا، يجب إعادة كتابة تعريف معاملات الرتبة لحد الإستمرارية (لقيمة لانهائية من {\displaystyle N}):
يتم استبدال ({\displaystyle \theta _{i}}) بدلالة معدل المجموعة لكل ({\displaystyle \omega }) ويتم استبدال المجموع بالتكامل لتصبح العلاقة:
{\displaystyle re^{i\psi }=\int _{-\pi }^{\pi }e^{i\theta }\int _{-\infty }^{\infty }\rho (\theta ,\omega ,t)g(\omega )\,d\omega \,d\theta }

## الحلول
الحالة غير المتشاكهة التي تكون فيها جميع المذبذبات تنجرف بشكل عشوائي تتوافق مع الحل {\displaystyle \rho =1/(2\pi )}، هنا تكون ({\displaystyle r=0}) مما يعدي عدم وجود أي تشاكه بين المذبذبات جميعها حيث تتوزع بشكل غير منتظم على كل الأطوار المتوفرة وتكون بحالة ثابتة إحصائيًا (على الرغم من أن كل واحد من المذبذبات يستمر بتغيير طوره وفقًا للتردد الطبيعي {\displaystyle \omega }).
عندما يكون ثابت الإقتران ({\displaystyle K}) قويًا بما فيه الكفاية من الممكن إيجاد حالة تزامن تامة، تتشارك فيها كل المذبذبات بتردد عام فيما بينهما، حتى وإن كانت أطوارها مختلفة.
أما الحل لحالة التزامن الجزئي يؤدي إلى ظهور وضع تكون فيه بعض المذبذبات فقط في حالة تزامن، والمذبذبات الأخرى تنجرف بغير تشاكه.
ورياضيًا يتم وصف الحالة للمذبذبات المتوافقة بالصيغة:
{\displaystyle \rho =\delta \left(\theta -\psi -\arcsin \left({\frac {\omega }{Kr}}\right)\right)}
وللمذبذبات المنجرفة:
{\displaystyle \rho ={\frac {\rm {normalization\;constant}}{(\omega -Kr\sin(\theta -\psi ))}}}
حيث يحدث الإنقطاع عند{\displaystyle |\omega |<Kr}.

## ربطه مع الانظمة الهاملتونية
في الأنظمة الهاملتونية المحافظة يمكن ربط نموذج كوراموتو والدالة الهامتونية، بالصيغة التالية:
{\displaystyle {\mathcal {H}}(q_{1},\ldots ,q_{N},p_{1},\ldots ,p_{N})=\sum _{i=1}^{N}{\frac {\omega _{i}}{2}}(q_{i}^{2}+p_{i}^{2})+{\frac {K}{4N}}\sum _{i,j=1}^{N}(q_{i}p_{j}-q_{j}p_{i})(q_{j}^{2}+p_{j}^{2}-q_{i}^{2}-p_{i}^{2})}
بعد إجراء تحويلات قانونية لمتغيرات زاوية التأثير بشكل {\displaystyle I_{i}=\left(q_{i}^{2}+p_{i}^{2}\right)/2} وزوايا الطور {\displaystyle \phi _{i}=\mathrm {arctan} \left(q_{i}/p_{i}\right)}، يمكن إحتواء ديناميكيات كوراموتو ضمن متعددات شعب لا متغيرة بثابت يكافئ {\displaystyle I_{i}\equiv I}، ويكون الهاملتوني بعد التحويل:
{\displaystyle {\mathcal {H'}}(I_{1},\ldots I_{N},\phi _{1}\ldots ,\phi _{N})=\sum _{i=1}^{N}\omega _{i}I_{i}-{\frac {K}{N}}\sum _{i=1}^{N}\sum _{j=1}^{N}{\sqrt {I_{j}I_{i}}}(I_{j}-I_{i})\sin(\phi _{j}-\phi _{i}),}
لتصبح معادلة هاملتون للحركة بالشكل:
{\displaystyle {\frac {dI_{i}}{dt}}=-{\frac {\partial {\mathcal {H}}'}{\partial \phi _{i}}}=-{\frac {2K}{N}}\sum _{k=1}^{N}{\sqrt {I_{k}I_{i}}}(I_{k}-I_{i})\cos(\phi _{k}-\phi _{i})}
و
{\displaystyle {\frac {d\phi _{i}}{dt}}={\frac {\partial {\mathcal {H}}'}{\partial I_{i}}}=\omega _{i}+{\frac {K}{N}}\sum _{k=1}^{N}\left[2{\sqrt {I_{i}I_{k}}}\sin(\phi _{k}-\phi _{i})\right.\left.+{\sqrt {I_{k}/I_{i}}}(I_{k}-I_{i})\sin(\phi _{k}-\phi _{i})\right]}
يكون متعدد الشعب الذي يحقق الشرط ({\displaystyle {\displaystyle I_{j}=I}}) لا متغير أيضًا لكون ({\displaystyle {\frac {dI_{i}}{dt}}=0}) وديناميكيات الطور ({\displaystyle {\frac {d\phi _{i}}{dt}}}) تتحول إلى نموذج كوراموتو بنفس ثابت الإقتران ({\displaystyle I=1/2}).

## طالع أيضًا
- علم الصوت
- فيزياء كلاسيكية
- رقاص
- حركة توافقية بسيطة
- قانون هوك
- رنين (فيزياء)